# Aeroporto Internacional de Brasília
Luchthaven Brasília–Presidente Juscelino Kubitschek is het vliegveld van Brasília, Brazilië. Sinds 22 april 1999 draagt de luchthaven de naam van Juscelino Kubitschek de Oliveira (1902–1976), de 21e president van Brazilië.
In 2012 was het de vierde luchthaven in termen van getransporteerde passagiers, de derde in termen van vliegbewegingen en de vijfde in termen van vervoerde vracht in Brazilië. Hiermee is het een van de drukste luchthavens van het land.
Sommige van zijn faciliteiten deelt de luchthaven met de Luchtmachtbasis Brasília van de Braziliaanse luchtmacht.

## Historie

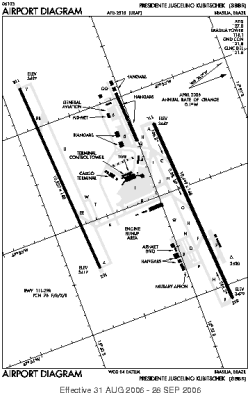
Kaart van de luchthaven

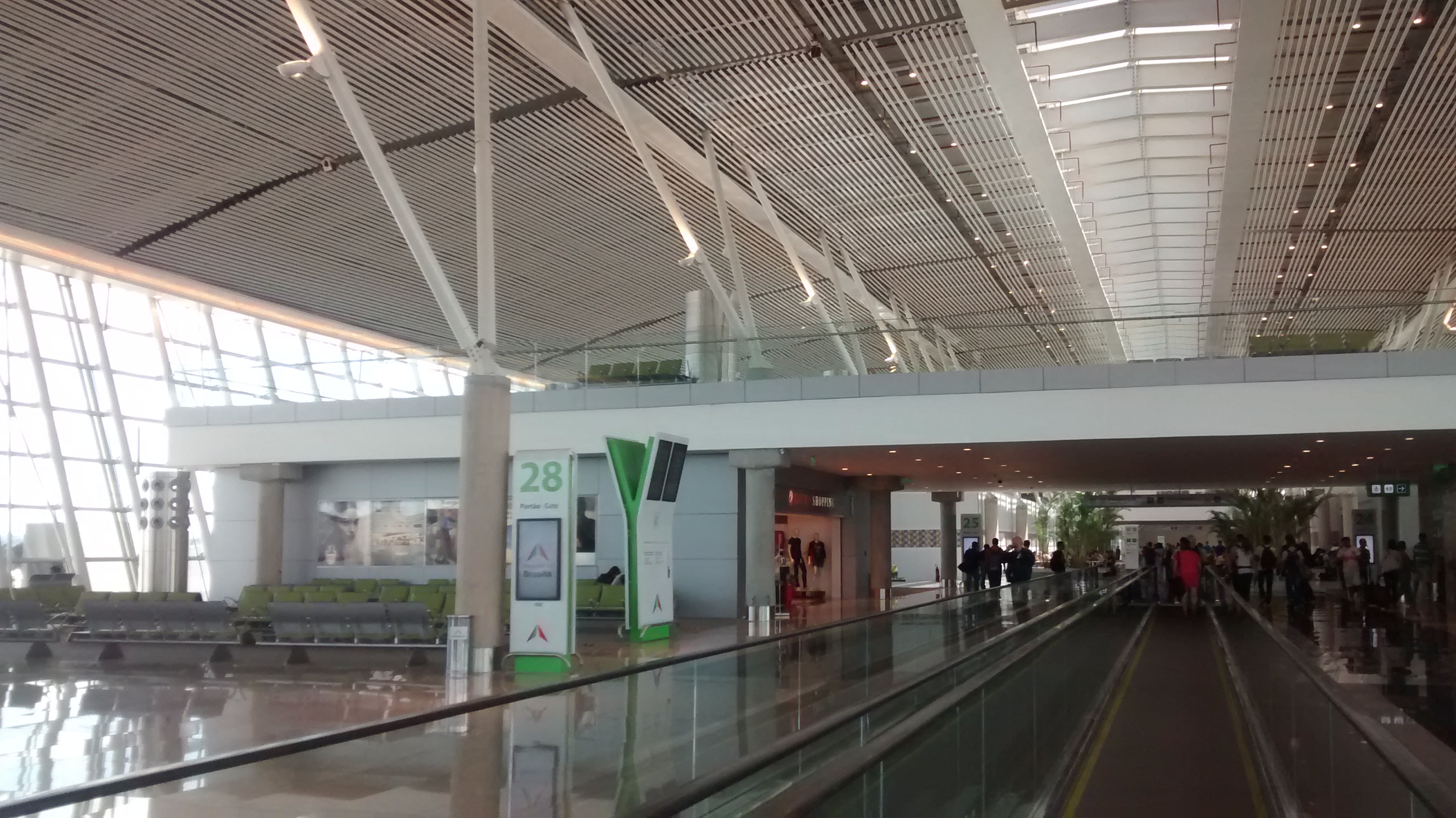
De Zuidelijke Terminal, geopend in April 2014, wordt gebruikt voor binnenlandse vluchten.

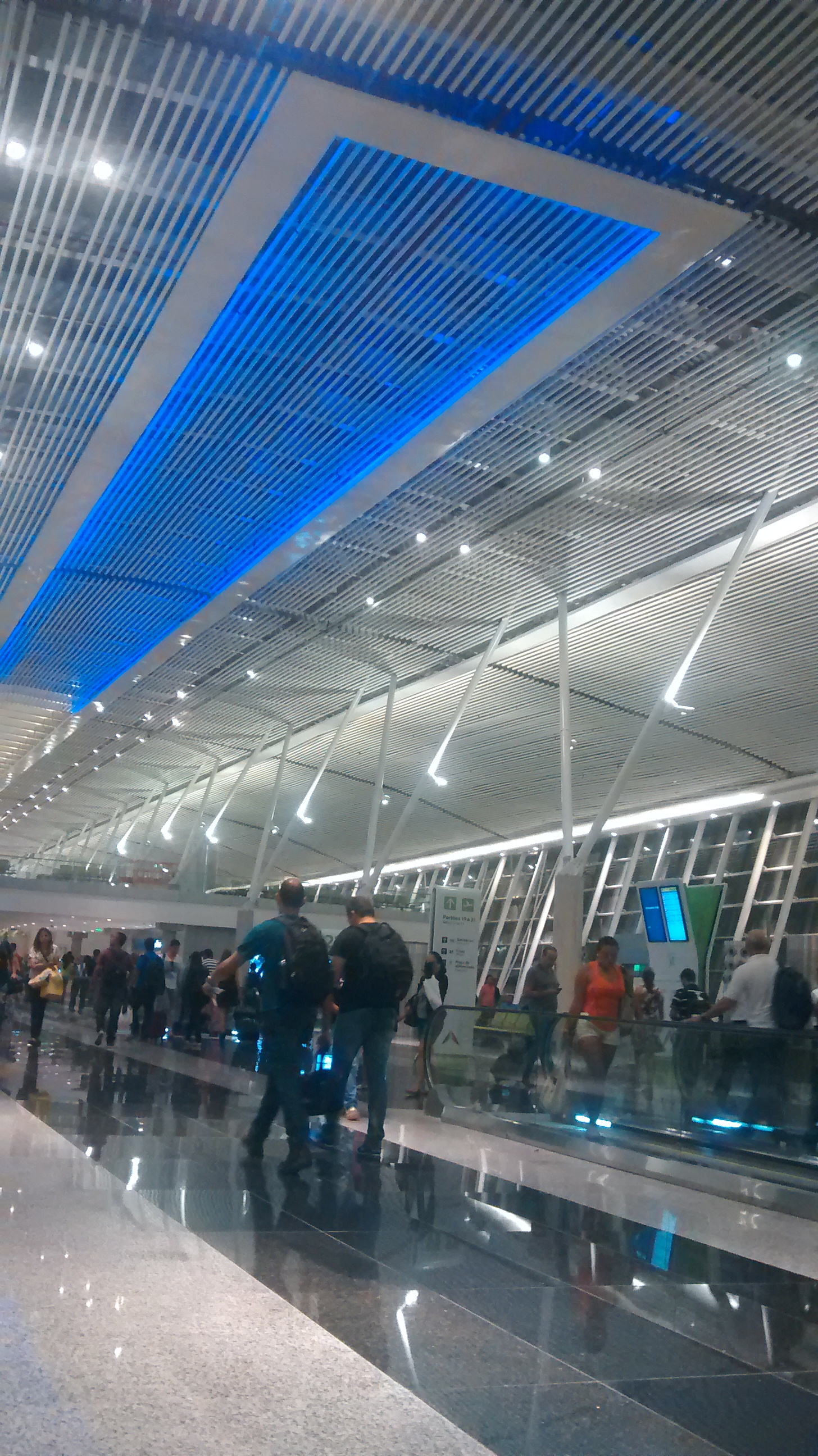
Neon licht in de avond in de Zuidelijke Terminal.

Brasília was slechts een project toen in 1956 president Juscelino Kubitschek voor het eerste landde op het Centraal Plateau. Destijds was de Luchthaven Vera Cruz, gebouwd in 1955 door de toenmalige Gedeputeerde-Gouverneur van Goiás, Bernardo Sayão, reeds aanwezig op verzoek van de voorzitter van de Nieuwe Hoofdstad Marechal José Pessoa. Op 2 oktober 1955 kwamen de eerste arbeiders aan die de nieuwe stad zouden bouwen. De toenmalige luchthaven bevond zich op de locatie van de huidige bus- en treinterminal van Brasília. De luchthaven had een aarden startbaan van 2.700 meter en een passagiersterminal in de vorm van een uit klei en palmbladeren opgetrokken hut.
Deze luchthaven was echter slechts van tijdelijke aard. De verplaatsing naar de uiteindelijke locatie was reeds als prioritair project aangemerkt en de bouwwerkzaamheden, die slechts zes maanden zouden duren, begonnen op 6 november 1956. De startbaan was ontworpen met een lengte van 3.300 m en een breedte van 45 m, maar had in het begin een lengte van slechts 2.400 m. De passagiersterminal werd uit hout gebouwd. Op 2 april 1957 landde het presidentiële vliegtuig voor het eerst op de luchthaven en op 3 mei 1957 vond de officiële opening plaats. In dat jaar werd op dezelfde plek de Luchtmachtbasis Brasília geopend.
In 1965 stelde Oscar Niemeyer de luchthaven voor de houten terminal te vervangen. Vanwege de staatsgreep die het land in 1964 trof, koos de militaire regering echter voor het ontwerp van Tércio Fontana Pacheco, een architect van de Braziliaanse luchtmacht. De luchthaven is daarom een van de weinige belangrijke gebouwen in Brasília die niet door Niemeyer ontworpen zijn. De nieuwe terminal werd in 1971 geopend wordt sinds 1990 gerenoveerd naar een architectonisch concept van de architect Sergio Roberto Parada.
In 1990 onderging de luchthaven zijn eerste grootschalige renovatie en nam het zijn huidige vorm aan met een centraal middenstuk en twee satellietterminals. De eerste fase bestond uit het bouwen van een verbindingsbrug naar de nieuwe terminal en werd in 1992 gereed, waarna in 1994 de eerste satellietterminal werd geopend. In de tweede renovatiefase werd de middenterminal gerenoveerd en uitgebreid met een winkelcentrum, en kreeg de satellietterminal negen slurven. In 2005 werd een tweede startbaan geopend. Op dit moment wordt de tweede satellietterminal gebouwd.
Omdat de eerste terminal ontworpen is voor 9 miljoen passagiers per jaar, maar hij inmiddels 14 miljoen passagiers per jaar verwerkt en de aantallen nog steeds toenemen, werd de voormalige terminal voor de kleine luchtvaart uit 1988 verbouwd naar passagiersterminal 2. Hij werd geopend op 2 augustus 2010. De zuidelijke terminal, geopend in April 2014, dient voor binnenlandse vluchten.
Op 31 augustus 2009 onthulde Infraero een investeringsplan ter waarde van BRL514,8 miljoen (USD306,06 miljoen; EUR224,76 miljoen) voor het verbeteren van Luchthaven Brasília–Presidente Juscelino Kubitschek, met het oog op het Wereldkampioenschap voetbal 2014, waarbij Brasília een van de speelsteden is, en de Olympische Zomerspelen 2016 die in Rio de Janeiro plaatsvinden. Als onderdeel van het plan zijn de taxibanen en opstelplaatsen uitgebreid, werd de bestaande passagiersterminal gerenoveerd en uitgebreid en werden er parkeerplekken toegevoegd.
Nadat de federale regering op 26 april 2011 besloot dat het voor private ondernemingen mogelijk werd om voor sommige luchthavens het beheer van Infraero over te nemen, werd op 6 februari 2012 de uitbating van de luchthaven voor 25 jaar gegund aan het Consortium Inframérica, bestaande uit de Braziliaanse technologiegroep Engevix (50%) en het Argentijnse Corporación América (50%). Inframérica won ook de concessie voor de Luchthaven São Gonçalo do Amarante–Governador Aluízio Alves International van Natal op 12 mei 2011. Infraero, het staatsbedrijf, blijft met 49% van de aandelen betrokken bij de uitbating van de luchthaven.
Het Braziliaanse Integrated Air Traffic Control and Air Defense Center sectie 1 (Cindacta I) bevindt zich nabij de luchthaven.

## Ongelukken en incidenten

### Ongelukken
- 22 december 1962: een Convair CV-240-2 van Varig met registratie PP-VCQ onderweg van Belo Horizonte-Pampulha naar Brasília daalde beneden de voorgeschreven hoogte tijdens de landing op Brasília, raakte bomen, slipte en viel op één kant. Één bemanningslid kwam hierbij om het leven.[13]
- 25 mei 1982: een Boeing 737-2A1 van VASP met registratie PP-SMY maakte tijdens regenachtig weer een harde landing waarbij het neuswiel als eerste de grond raakte. Het wiel brak af, het vliegtuig slipte van de baan en brak in twee stukken. Twee van de 118 passagiers kwamen hierbij om het leven.[14]
- 29 september 2006: Gol Airlines vlucht 1907, een Boeing 737-8EH met registratie PR-GTD die onderweg was vanuit Manaus naar Brasília botste tijdens de vlucht op een Embraer Legacy business jet, viel, brak op in de lucht, en crashte in het Amazoneregenwoud in het noordelijke deel van de staat Mato Grosso. Hierbij kwamen alle 154 inzittenden van het Gol vliegtuig om.[15]

### Incidenten
- 25 april 1970: een Boeing 737-2A1 van VASP onderweg van Brasília naar de voormalige Ponta Pelada luchthaven in Manaus werd gekaapt door een persoon die eiste naar Cuba te worden gevlogen. De kaping duurde één dag.[16]
- 14 mei 1970: een Boeing 737-2A1 van VASP onderweg van Brasília naar de voormalige Ponta Pelada luchthaven in Manaus werd, voor de tweede keer binnen een maand, gekaapt door een persoon die eiste naar Cuba te worden gevlogen. De kaping duurde één dag.[17]
- 22 februari 1975: een Boeing 737-2A1 van VASP met registratie PP-SMU onderweg van Goiânia naar Brasília werd gekaapt door een persoon die losgeld eiste. De kaper werd neergeschoten.[18]

## Bereikbaarheid
De luchthaven bevindt zich op 11 kilometer van het centrum van Brasília.